# Ave Mujica
Ave Mujica ist eine fiktive Symphonic-Metal-Band aus dem BanG-Dream!-Medienfranchise. Die real bestehende Gruppe wurde im Jahr 2023 gegründet. Die Mitglieder der Band verkörpern innerhalb des Franchises die Charaktere, die in den Anime- und Videospiel-Produktionen in der Musikgruppe aktiv sind. Neben Poppin’Party, Roselia, Raise A Suilen, Morfonica und MyGO!!!!! stellt Ave Mujica die sechste Gruppe dar, deren Mitglieder bei Konzerten ihre Instrumente selbst spielen.
Die Gruppe besteht aus den Synchronsprecherinnen Rico Sasaki, Yuzuki Watase, Mei Okada, Kanon Takao und Akane Yonezawa. Die Mitglieder der fiktiven Gruppe, die in den Spielen, Anime- und literarischen Veröffentlichungen vorkommen, nutzen Pseudonyme, die an Luna mare angelehnt sind.
Mehrere musikalische Veröffentlichungen der Gruppe erreichten Notierungen in den heimischen Alben- und Singlecharts von Oricon.

## Geschichte

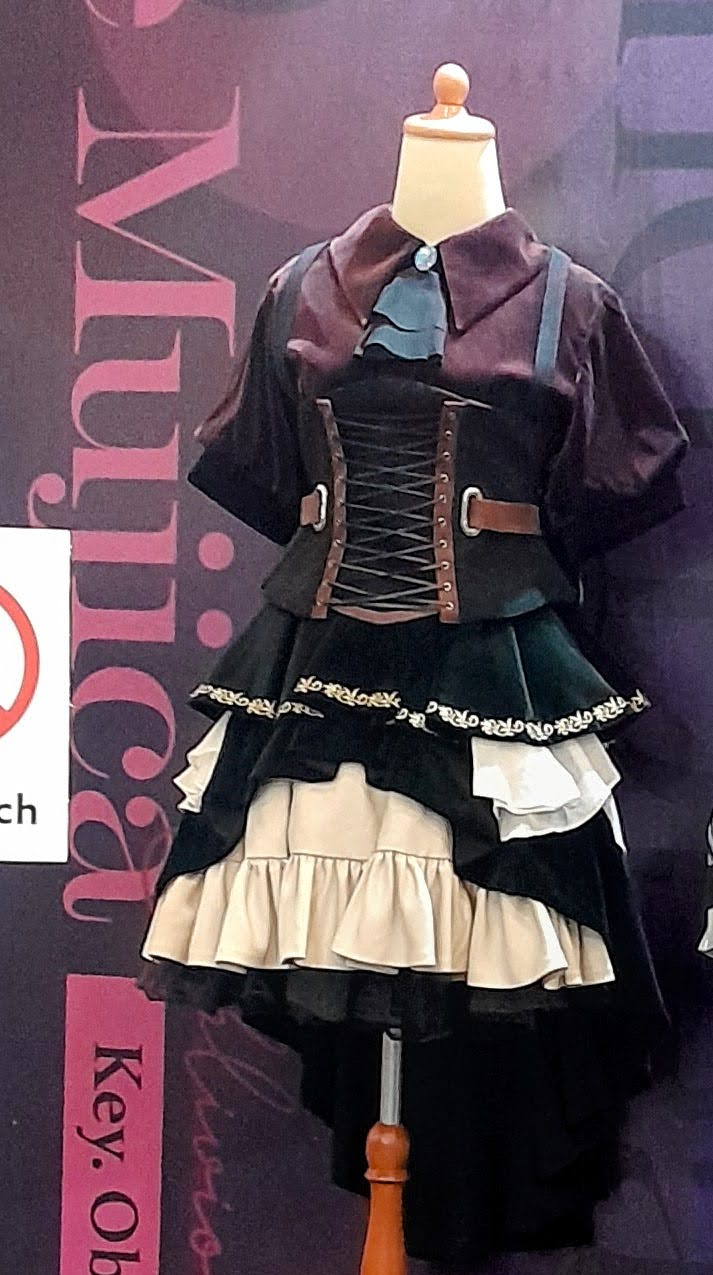
Das Kostüm, dass von Kanon Takao bei Live-Konzerten getragen wird.

Ihr Debüt feierte die Gruppe am 11. April 2023 mit der digitalen Veröffentlichung ihrer Single Black Birthday. Zwei Tage vor der Herausgabe dieser Single wurde die Gründung der Gruppe während des vierten Konzertes der Gruppe MyGO!!!!! in einer Einzelausstellung angeteasert. Im Zuge dieser Ausstellung wurde eine Holzkiste präsentiert, deren Inhalt über ein AR-Spiel an Influencer und Medien verteilt wurde, bevor das eigentliche Musikvideo zur Single erschien. Am 4. Juni gleichen Jahres gab die Gruppe im Nakano Sunplaza ihr Debütkonzert, wobei die Identitäten der Musikerinnen durch eine limitierte Belichtung und das Tragen von Umhängen geheim gehalten wurden. Bei ihrem zweiten Konzert, welches im Januar 2024 stattfand, wurden die Musikerinnen offiziell vorgestellt, wohingegen die fiktiven Bandmitglieder bereits im September des Vorjahres mit der Ausstrahlung der dreizehnten Episode der ersten Staffel der Anime-Fernsehserie BanG Dream! It’s MyGO!!!!! der Öffentlichkeit vorgestellt wurden.
Am 13. September 2023 erschien mit Alea jacta est die Debüt-EP, welche sechs Lieder umfasst. Es erreichte mit Platz 14 seine Höchstpositionierung in den heimischen Oricon-Albumcharts und verblieb insgesamt vierzehn Wochen lang in der Hitliste. Im April 2024 erschien die Single Utopia (Originaltitel: 素晴らしき世界 でも どこにもない場所 Subarashiki Sekai demo Dokonimonai Basho), die mit Platz 13 seine höchste Notierung in den heimischen Singlecharts erreichen konnte, ehe noch im November gleichen Jahres die EP Elements folgte. Diese EP stieg in der Veröffentlichungswoche auf Platz fünf der Oricon-Albumcharts ein. Außerdem erschien bereits im Juli 2024 eine Split-Cover-EP mit der ebenfalls zum Medienfranchise gehörenden Band MyGO!!!!!.
Im Januar 2025 folgte die Herausgabe der Single KiLLKiSS, dessen titelgebendes Lied als musikalischer Einspieler in der Vorspannsequenz der Animeserie BanG Dream! Ave Mujica zu hören ist. Das ebenfalls auf der Single befindliche Lied Georgette Me, Georgette You ist in der Abspannsequenz zu hören. Das erste Album der Gruppe, Completeness, wurde für den 23. April 2025 angekündigt und erreichte in der Debütwoche Platz sieben der Oricon-Albumcharts. Ave Mujica steuerten mit dem Stück Divine das Titellied zum JRPG Progress Orders bei.
Neben Franchise-internen Konzerten absolvieren Ave Mujica auch Festivalauftritte außerhalb des Medienprojektes. So teilten sich die Musikerinnen am 9. März 2024 auf dem Mega Vegas Festival die Bühne mit dem Hip-Hop-Duo Creepy Nuts sowie den Metalbands Coldrain und Fear, and Loathing in Las Vegas. Im Juli 2024 spielten Ave Mujica im Rahmen des Bilibili Macro Link in Shanghai, Volksrepublik China ihr erstes Festivalkonzert außerhalb Japans. Knapp ein Jahr später spielte die Band ihr erstes Konzert auf den Philippinen, das im Rahmen des Animelo Summer Live in der Hauptstadt Manila stattfand. Zudem trat die Gruppe erneut auf dem Bilibili Macro Link auf. Weitere Festivalauftritte bestreitet die Band im Sommer auf dem Japan Jam, dem Rock in Japan sowie auf dem Summer Sonic, allesamt in Japan.

## Bandmitglieder
- Rico Sasaki – Gesang, Leadgitarre: Vor ihrem Einstieg in das Franchise als Mitglied von Ave Mujica hatte Sasaki kaum Berührungspunkte zur Musik. Zu ihrer Zeit an der Mittelschule spielte sie gelegentlich Gitarre. Als sie ihre Aktivität als Sängerin aufnahm, begann sie ernsthaft mit dem Gitarrenspiel.[22] Als Seiyū lieh sie unter anderem den Charakteren Poporon aus Dropkick on My Devil! und Ayako Yamada aus Kageki Shojo!! ihre Stimme.[23][24]
- Yuzuki Watase – Rhythmusgitarre: Watase war in der Vergangenheit bereits im Medienfranchise D4DJ des Konzerns Bushiroad involviert, wo sie den Charakter Miiko Takeshita von Lyrical Lily verkörperte.[25] Sie lernte nach ihrem Einstieg bei Ave Mujica das Spielen einer siebensaitigen Gitarre.[22]
- Mei Okada – E-Bass: Wie Watase war auch Okada als Sprecherin im Franchise D4DJ aktiv. Im Rahmen dieses Franchises verkörperte sie den Charakter der Marika Mizushima von Merm4id.[26] In einem Interview mit Oricon offenbarte Okada, dass sie vor ihrem Einstieg bei Ave Mujica Piano spielen konnte. Seit sie bei Ave Mujica aktiv ist, lernt sie das Bassspiel.[22]
- Kanon Takao – Keyboard: Seit ihrem dritten Lebensjahr spielt Takao klassisches Klavier und konnte im Alter von zehn Jahren einen internationalen Wettbewerb in Mailand gewinnen.[27] Ihre Beteiligung bei Ave Mujica stellt ihre erste Aktivität als Musikerin in einer Musikgruppe dar.[5][22] Vor ihrer Mitwirkung am BanG-Dream!-Franchise war sie als Hina Tsurugi im Anime Hōkago Teibō Nisshi, als Noelle im Fantasy-Computerspiel Genshin Impact sowie als Rit in Banished from the Hero’s Party zu hören.[28][29]
- Akane Yonezawa – Schlagzeug: Yonezawa spielt seit der vierten Schulklasse Schlagzeug und spielte in ihrer Schulzeit als Hobbymusikerin in verschiedenen Bands. Sie zog nach Tokio um auf professioneller Ebene Schlagzeug spielen zu können.[22] Ihre Beteiligung am BanG-Dream-Franchise stellt ihr Debüt als Synchronsprecherin dar.

## Ave Mujica imBanG-Dream!-Universum
Im Universum des BanG-Dream!-Medienfranchises entstand Ave Mujica als eine von zwei Gruppen – die andere Band ist MyGO!!!!! – nach der Auflösung der Musikgruppe Crychic. Gegründet wurde Ave Mujica von Sakiko Togawa nachdem sie die neue Band ihrer früheren Bandkolleginnen Tomoyo, Soyo und Taki ein gemeinsam geschriebenes Lied ihrer alten Band ohne Togawas Einwilligung gespielt haben. Ave Mujica gaben ihr Animedebüt in der dreizehnten Episode der ersten Staffel der Serie BanG Dream! It’s MyGO!!!!!. In der angekündigten Fortsetzung, die BanG Dream! Ave Mujica trägt und von Januar bis März 2025 im japanischen Fernsehen gezeigt wurde, werden die Mitglieder von Ave Mujica in den Vordergrund gestellt.

## Konzept
Um das Konzept von Ave Mujica von der anderen Gothic-inspirierten Band des Franchises, Roselia, abzugrenzen wurden weitere Elemente hinzugefügt, die an Zirkus- und Freakshows erinnern deren Ästhetik an Werke von Tim Burton erinnern. Zudem sollen durch den Einbau eines theatralisch wirkenden Bühnenspiel-Aspekts eine opernhafte Qualität der Liveauftritte der Band ermöglicht werden.
Die Musik von Ave Mujica basiert auf den Einflüssen von Heavy- bzw. Gothic-Metal. Im Vergleich zu den anderen Gruppen die dem Franchise angehören werden die Liedtexte von Ave Mujica nicht von dem Komponistenkollektiv Elements Garden, sondern überwiegend von Diggy-MO' – einem ehemaligen Mitglied der HipHop-Gruppe Soul’d Out – geschrieben.
Von der internationalen Presse als auch von Band-Produzent Hiroki Matsumoto wird die Gruppe dem Symphonic Metal zugeordnet. So schrieb NBT von der Musik-Onlineplattform J-Rock News der Musik einen düsteren und emotionalen Sound zu, welcher Elemente des Symphonic Rock mit Metal kombiniere. Matsumoto erklärte in einem Interview mit dem Paste Magazine Ende April 2025, dass er selbst vom Symphonic Metal, melodischem Speed Metal und Metalcore beeinflusst wurde, was sich seiner Meinung nach auch in der Musik Ave Mujicas widerspiegle. Auch der Anime-Regisseur Kōdai Kakimoto, der sich für die Entstehung der Anime-Fernsehserie BanG Dream! Ave Mujica verantwortlich zeigte, beschrieb die Musik ebenfalls als Symphonic Metal und schrieb ihr einen klassischen, majestätischen Klang zu.

## Diskografie
Alben

| Jahr | Titel          | Höchstplatzierung, Gesamtwochen, AuszeichnungChartsChartplatzierungen (Jahr, Titel, Platzierungen, Wochen, Auszeichnungen, Anmerkungen) | Anmerkungen                                 |
| Jahr | Titel          | JP | Anmerkungen                                 |
| ---- | -------------- | --- | ------------------------------------------- |
| 2023 | Alea jacta est | JP14 (14 Wo.)JP | Erstveröffentlichung: 13. September 2023 EP |
| 2024 | Elements       | JP5 (21 Wo.)JP | Erstveröffentlichung: 2. Oktober 2024 EP    |
| 2025 | Completeness   | JP7 (… Wo.)JP | Erstveröffentlichung: 23. April 2025        |

## Rezeption
Der japanische Ableger des Rolling-Stone-Magazins listete die Gruppe als eine von 25 Musikern und Musikgruppen, die die japanische Musik im Jahr 2024 repräsentierten. Ihr Lied KiLLKiSS befand sich auf der Longlist für eine Nominierung in den Kategorien Best Japanese Song und Best Anime Song bei der Erstverleihung der Music Awards Japan, erhielt aber keine offizielle Nominierung.